# Ґурудонґмар
Ґурудонґмар (англ. Gurudongmar Lake) — одне з найвисокогірніших озер світу, розташоване на висоті 5148 м на північ від хребта Канченґ'яо на високогірному плато, що є продовженням Тибетського плато. З озера витікає струмок, що є одним з витоків річки Тіста.
Озеро було назване на ім'я гуру Нанака (гуру Донґмара). Озеро розташоване неподалік від індійсько-китайського кордону в індійському штаті Сіккім. Узимку озеро повністю замерзає, крім невеликої ділянки, до якої за легендою доторкнувся гуру Нанак.
Озеро дуже почитається буддистами та індуїстами, його води за повір'ям мають лікувальні властивості. Одного часу індійська армія викликала конфлікт з уридом штату, збудувавши на берегу озера сикхський храм в 1990-тих роках, зараз цей храм став «Sarva Dharma Sthal» (храмом всіх релігій).
Через віддалене розташування, озеро відвідують дуже небагато паломників та туристів. Доступ до нього контролюється військовим патрулем через близькість до кордону. Відвідувачам зазвичай радять акліматизуватися в Лачені та брати з собою необхідні ліки, а у випадку дискомфорту швидко повертатися до низовин.